# Ildefonso Pereira Correia
Ildefonso Pereira Correia, Baró de Serro Azul (Paranaguá, 6 d'agost del 1849 – Morretes, 20 de maig del 1894) va ser un empresari i polític brasiler, el major productor d'herba mate del món del seu temps. Durant la Revolució Federalista, ell i altres cinc personatges destacats de la ciutat de Curitiba van ser executats sumàriament, per ordre del general Éwerton de Quadros, sense cap procés legal.

## Família i estudis
Era fill del tinent coronel Manuel Francisco Correia Júnior i de Francisca Antônia Pereira Correia. El seu pare va ser desposseït de tots els seus càrrecs públics per haver publicat un manifest demanant la separació de la comarca de Curitiba de la província de São Paulo.
Des de petit va conviure amb qüestions polítiques que implicaven lluites entre conservadors i liberals, entre esclavistes i abolicionistes. El seu pare va morir quan ell tenia dotze anys. Els germans grans van ocupar càrrecs importants en la política i els negocis, les seves germanes es van casar amb homes que després ocuparien llocs destacats al govern. Ildefonso va cursar Humanitats a Rio de Janeiro, que va concloure amb distinció.

## Vida empresarial
Al tornar de Rio de Janeiro, amb 24 anys, s'obrien les portes del comerç del mate. Va visitar Montevideo i Buenos Aires, grans centres consumidors de l'herba mate produïda al Brasil, amb el propòsit de conèixer el negoci.
Als 27 anys, va cofinançar la seva primera plantació d'herba mate, en Antonina (Paraná). Quatre anys després va viatjar als Estats Units per mostrar el seu producte, obtenint gran reconeixement. Al tornar, va rebre l'oferiment del Partit Conservador per candidatar-se a la Cambra de Diputats de la provincia de Paraná. Des de llavors, mai més va deixar de participar d'activitats polítiques.
Amb la construcció de la carretera de Graciosa, va transferir les seves activitats a Curitiba. En aquesta època ja acumulava una abundant riquesa, que rivalitzava amb les famílies més riques i tradicionals de la província. En Curitiba, va adquirir, modernitzar i també construir noves plantacions de mate; va comprar serradores i es va llançar a l'exportació de fusta. L'any 1888, associat amb Jesuíno Lopes, va assumir el control de l'antiga Typographia Paranaense, fundada el 1853 a Curitiba. La van transformar en la Impressora Paranaense, amb l'objectiu de millorar la confecció dels embalatges de l'herba-mate abans de sortir exportada.
Va adquirir posteriorment el control de l'accionarat de la Companyia Ferroviària de Curitiba, va establir les bases del Banc Industrial i Mercantil, va comprar el Diário do Comércio i va ser director de la Societat Protectora d'Ensenyament. El 1r de juliol de 1890, va ajudar a fundar l'Associació Comercial de Paranà, esdevenint el seu primer president.
La figura de Pereira Correia s'ha comparat sovint amb la d'Irineu Evangelista de Sousa, vescomte de Mauá, ja que cap altre paranaense ha sigut tan important en les esferes política i empresarial com ells.

## Vida política a l'Imperi
Va causar simpatia a l'emperador Pere II, quan aquest va visitar Curitiba el 1881. Al tornar a Rio de Janeiro, l'emperador li va concedir la comenda de la Imperial Orde de la Rosa.
A les eleccions de 1882 va ser elegit diputat provincial. Va exercir les seves funcions amb èxit, mentre una crisi política esclatava als carrers. Va assumir interinament el govern de la província el 1888, intentant apaivagar els ànims, però no va poder resoldre la crisi parlamentària que ocorria en l'Assemblea Provincial.
Va ser un dels grans defensors de l'abolicionisme al Brasil. Des de Curitiba, va comprometre's a treballar per promoure l'alliberament dels esclaus del municipi. Va rebre de la Princesa Isabel (en qualitat de regent) el títol de Baró de Serro Azul.

## Vida política en la República

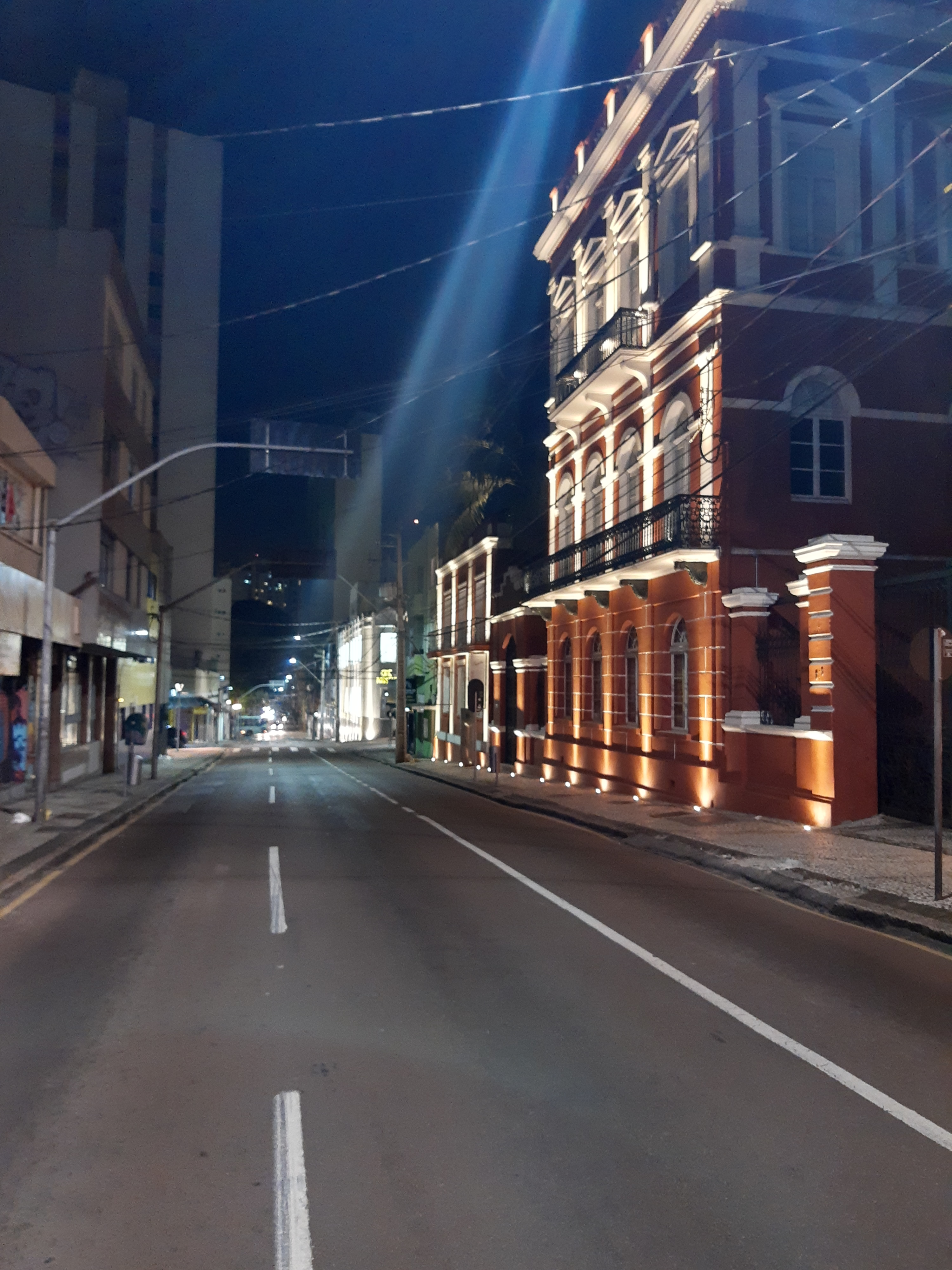
Solar do Barão, residència de Pereira Correia a Curitiba.

Amb la proclamació de la República, el governador Vicente Machado da Silva Lima el va convidar per participar de la comissió organitzadora del Partit Republicà. De sobte la situació política va canviar quan Deodoro da Fonseca va renunciar i Floriano Peixoto va assumir la presidència, va dissoldre el Congrés i va convocar noves eleccions. A Rio Grande do Sul, el govern de Júlio de Castilhos, va reprimir l'oposició amb el suport del mariscal Peixoto. Això va resultar en un alçament opositor conegut amb el nom de Revolució Federalista. A Rio de Janeiro, els almiralls Custódio de Melo i Saldanha da Gama van comandar la Revolta de l'Armada, un altre moviment de resistència contra el govern de la República. Santa Catarina va caure en poder dels revolucionaris i el dia 14 d'octubre de 1893, la capital –Nossa Senhora do Desterro, actual Florianópolis–, va ser declarada provisionalment capital del Brasil, convertint-se en base de les operacions militars dels moviments revolucionaris que s'havien originat per separat a Porto Alegre i Rio. Fins llavors, Curitiba s'havia mantingut en pau.
Una força de maragatos (els rebels federalistes gaúchos) comandada per Gumercindo Saraiva va sortir de Rio Grande do Sul en direcció a Rio de Janeiro. Passant per Desterro, es va ajuntar als aliats de la Revolta de l'Armada i, d'allà, va partir amb destinació a Curitiba. El pla dels maragatos preveia el domini de Paranà amb un atac conjunt per terra i mar, com avantsala d'un eventual atac a São Paulo.
El comandament legalista va enviar batallons a Paranà, formats per tropes regulars i voluntaris civils de Rio de Janeiro i São Paulo. El gener de 1894, aquests van arribar al municipi de Lapa, l'accés sud paranaense. Els pica-paus van resistir 26 dies, endarrerint estratègicament l'avanç maragato tot i que aquests darrers els triplicaven en nombre.

### Ocupació de Curitiba pels rebels
En la matinada del 17 de gener de 1894, una brigada dels revoltats sulistes comandada per João Meneses Dória va prendre l'estació de Serrinha. Amb la complicitat dels treballadors, va enviar telegrames fent-se passar per les tropes legalistes de Lapa, alertant al comandament pica-pau de Curitiba que milers de rebels estaven marxant cap a la ciutat. Va estendre's el pànic en la capital del Paraná i el general Pego, que havia de comandar la defensa curitibana, va fugir abandonant trens carregats de material bèl·lic.
Així, Curitiba, abandonada per les tropes legalistes, va passar a ser dirigida per una Junta de Govern presidida pel Baró de Serro Azul. El 20 de febrer de 1894, Meneses Dória va entrar a Curitiba al capdavant de 150 homes a cavall i, poc després, van arribar en tren Custódio de Melo, Teófilo Soares Gomes i diversos oficials de la Marina i de l'Exèrcit. João Meneses Dória va ser llavors aclamat governador de l'estat del Paranà.
El baró Correia va ser convocat pels ciutadans per negociar un acord amb els revolucionaris, que protegís la població de saqueigs i violacions. La Junta de Govern de Curitiba es va transformar en la "Comissió d'Emissió del Préstec de Guerra", que recaptava fons per comprar la protecció de la ciutat. Encara que el Baró de Serro Azul i els comerciants que van donar suport a la comissió busquessin només evitar la violència a la ciutat, els seus actes els van comprometre com col·laboradors amb el moviment rebel.
El temps perdut pels maragatos durant el setge de Lapa va permetre que les tropes legalistes s'agrupessin i rebessin reforços al nord de Paranà, en el límit amb São Paulo. El comandant dels maragatos, Gumercindo Saraiva, estimant que no podria defensar amb èxit la capital, va decidir abandonar-la i replegar-se més al sud.

### Represàlies de les tropes governamentals
Les tropes governamentals van recuperar la ciutat. El general Éwerton de Quadros, nou comandant del Districte Militar, va promoure el cessament de funcionaris públics i va decretar la crida i cerca dels col·laboracionistes amb els maragatos. Les presons van quedar tan plenes que el teatre São Teodoro va ser transformat en presidi. Tot i la condemna pública, diverses persones van ser afusellades.
Ildefonso Pereira Correia va rebre un requeriment per presentar-se en la caserna de la 1a Divisió. Cinc dels seus companys també van ser arrestats i duts als mateix presidi: Prisciliano Correia, José Lourenço Schleder, José Joaquim Ferreira de Moura, Rodrigo de Matos Guedes e Balbino de Mendonça. Molts polítics paranaenses van intentar per tots els mitjans alliberar el baró i els seus companys de la presó, sense èxit.

### Execució
El general Quadros, tement una fugida o la desmoralització del seu comandament, va ordenar el trasllat dels presos. En la matinada del dia 20 de maig de 1894, els sis presoners van sortir de la presó i duts a l'estació de ferrocarril de Curitiba, anunciant-los que anirien a Paranaguá, des d'on serien traslladats per mar a Rio de Janeiro, per poder ser jutjats.

Emperò, el tren va parar en el km 65 de la línia de ferrocarril Curitiba-Paranaguá, prop del pic del Diable de la serralada del Mar, on hi ha un alt precipici. Els presos van ser arrossegats fora del vagó. Matos Guedes va voler fugir per una finestra del tren, però va ser tirotejat. Balbino de Mendonça es va resistir agarrant-se al vagó; els soldats van trencar-li els braços a cops de culata i va ser abatut per tirs de revòlver. El baró de Serro Azul va rebre un tir en la cama i va caure de genolls. Va demanar clemència i va proposar dividir la seva fortuna amb els soldats, però va ser executat amb un tret al front. El tren va reprendre el seu camí, abandonant els cossos en aquell lloc. La policia de Piraquara no va ser avisada fins l'endemà de l'existència dels cadàvers.

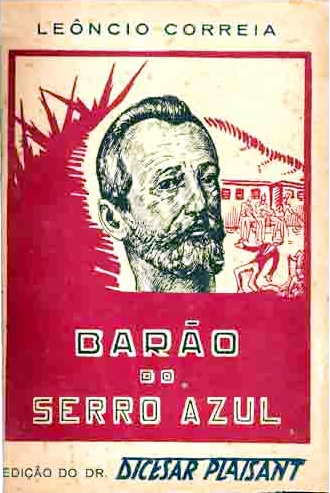
Portada del llibre O Barão de Serro Azul, de Leóncio Correia.

## Recuperació de la memòria històrica
Durant 44 anys, Pereira Correia va ser considerat un traïdor. Els seus actes van ser esborrats de la història oficial de l'estat del Paranà, molts documents van desaparèixer, referències esborrades, i qualsevol discussió sobre l'execució sumària d'ell i els seus companys era evitada. La seva mansió de Curitiba va ser transformada en caserna de l'Exèrcit, mentre que la baronessa i els seus fills van haver de viure en un modest edifici annex.
La seva vida va començar a ser investigada en les dècades de 1940 i 1950, quan va ocórrer el rescat de la seva memòria. El 1942 es publicà la biografia O Barão de Serro Azul, de Leôncio Correia. El llibre A Última viagem do Barão do Serro Azul, de l'escriptor Túlio Vargas, va ser publicat el 1973. Basat en aquest llibre, el cineasta Maurício Appel va produir la pel·lícula O Preço da Paz" (2003), amb direcció de Paulo Morelli i guió de Walther Negrão. En el repartiment, Herson Capri, va interpretar el paper del baró.
El desembre de 2004 el senador Osmar Dias va presentar un projecte de llei proposant la inscripció del nom del Baró de Serro Azul en el Llibre dels Herois de la Pàtria, situat en el Panteó de la Pàtria de Brasília. La Llei núm. 11.863, de 2008 fou sancionada pel President de la República; Luiz Inácio Lula da Silva; oficialitzant la inscripció de l'empresari i polític paranaense.
El 2020 s'instituí, mitjançant una llei municipal sancionada per l'alcalde Rafael Greca, la Setmana del Baró de Serro Azul, que se celebra a principis d'agost, coincidint amb la data de naixement d'Ildefonso Pereira Correia. A més, l'alcaldia i la Fundació Cultural de Curitiba van promoure un circuit urbà amb vuit punts d'interès en la vida del Baró, senyalitzats amb rètols i codis QR per consultar online dades biogràfiques de l'heroi. Els espais són: el Solar del Baró, residència de la seva família (construïda el 1883, va ser restaurada i que actualment acull un centre cultural); el Cinema Passeio, on l'empresari tenia la seva imprenta; la seu de l'Associació Comercial del Paranà, cofundada pel Baró; la "Pracinha do Batel", on hi havia una de les seves plantacions de mate; l'antiga seu del Club Curitibano, del qual en va ser el primer president; l'Escola Tiradentes, construïda pel Baró; la Cambra Municipal; i la seva tomba, localitzada en el Cementiri Municipal.